# Tiffany (album)
Tiffany è il primo ed eponimo album in studio della cantante statunitense Tiffany, pubblicato nel 1987.

## Tracce
1. Should've Been Me (Mark Paul) – 3:39
2. Danny (Jody Moreing) – 4:00
3. Spanish Eyes (Donna Weiss, John Duarte, Lauren Wood) – 3:56
4. Feelings of Forever (Mark Paul, John Duarte) – 3:52
5. Kid on a Corner (Steven McClintock, Tim James) – 4:02
6. I Saw Him Standing There (John Lennon, Paul McCartney) – 4:12
7. Johnny's Got the Inside Moves (Jon McElroy, Ned McElroy) – 3:20
8. Promises Made (Paul, Duarte) – 4:50
9. I Think We're Alone Now (Ritchie Cordell) – 3:47
10. Could've Been (Lois Blaisch) – 3:30